# Crni labud
Crni labud (Cygnus atratus) je velika vodena ptica koja je uglavnom rasprostranjena u području jugoistočne i jugozapadne Australije. Ranije su crni labudovi svrstavani u monotipski rod Chenopis. Mogu živjeti u grupama od više stotina ili čak tisuća jedinki.

## Opis
Crni labudovi uglavnom imaju crno perje, s crtama bijelih letači pera na krajevima krila koja se nekad mogu primijetiti kada miruju. Kljun je jarko crven, s tamnim rubom i vrhom. Noge i stopala su sivo-crna. Mužjaci su neznatno veći od ženki. Mladunčad je sivo-smeđa s perjem tamnijih rubova.
Odrasli crni labud može narasti od 1,1 do 1,4 metra, a može imati masu 6-9 kg. Raspon krila u letu može iznositi od 1,6 do 2 metra.

## Vanjske poveznice
|  | Zajednički poslužitelj ima stranicu o temi Crni labud    |
|  | Zajednički poslužitelj ima još gradiva o temi Crni labud |
|  | Wikivrste imaju podatke o taksonu Crni labud             |